# Bernhard Lassahn

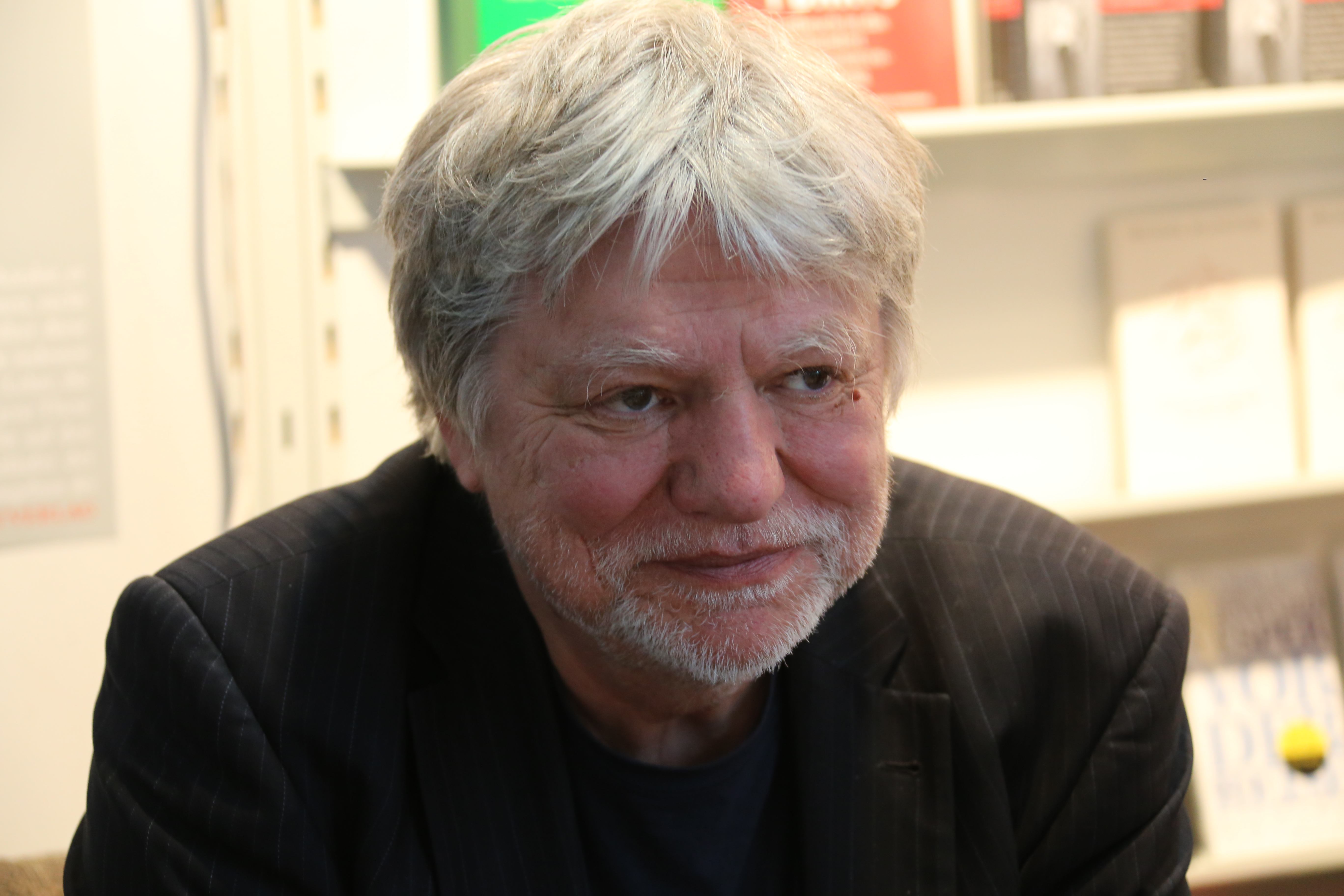
Bernhard Lassahn (2014)

Bernhard Lassahn (* 15. April 1951 in Coswig) ist ein deutscher Schriftsteller und Autor. Lassahn begann als Liedermacher und Verfasser von satirischer Prosa. Seit den 1990er Jahren schreibt er vorwiegend Kinderbücher. 

## Leben
Lassahns Familie siedelte früh aus der DDR in die Bundesrepublik über, zunächst in ein Flüchtlingslager in Espelkamp, später nach Nemden bei Melle und ins heutige Bissendorf, wo seine Mutter als Lehrerin arbeitete. Er studierte Germanistik in Marburg und Tübingen. Seit 1979 widmet er sich ganz der Schriftstellerei und veröffentlicht seitdem Romane, Erzählungen, Gedichte, Sachbücher und Hörspiele. Mit dem Sammelband Dorn im Ohr stellte er einen Überblick und eine kritische Würdigung der Liedermacher in Deutschland, der Schweiz und Österreich zusammen. Für Kabarett- und Liedtexte erhielt er 1982 den Salzburger Stier (Kleinkunstpreis). 1985 erhielt er ein Stipendium der Kulturbehörde Hamburg, 1990 wurde er Stadtschreiber von Otterndorf.
1981 erschien sein erster Roman Land mit lila Kühen, im Jahr 2000 der Tatsachenroman Auf dem schwarzen Schiff. Die Frankfurter Allgemeine Zeitung schrieb: „Als politische Parabel über die Dialektik der Befreiung ist Lassahn ein großer Wurf gelungen, eine Animal Farm der Sponti-Generation“. Er ist seit 2009 Mitglied des PEN-Zentrums Deutschland.
Mit der Geburt seiner Tochter begann er, Literatur für Kinder zu schreiben, zunächst Das große Buch der kleinen Tiere. Zusammen mit Walter Moers und Rolf Silber verfasste er Geschichten von Käpt’n Blaubär für Die Sendung mit der Maus. Mit Mathias Lück spielte er die CD Lügen bis sich die Bananen biegen ein.
2013 veröffentlichte Lassahn den ersten Teil von Frau ohne Welt: Trilogie zur Rettung der Liebe. Alexander Kissler nannte den ersten Band Der Krieg gegen den Mann das „Logbuch zur Stunde“ aus der „zuverlässig aufmüpfigen »Edition Sonderwege« des Manuscriptum-Verlages […] über den tatsächlichen oder vermeintlichen »Krieg gegen den Mann«.“
Bernhard Lassahn ist unter anderem regelmäßiger Autor des  Monatsmagazins Eigentümlich frei und der Achse des Guten.
Im Herbst 2020 gehörte er zu den Erstunterzeichnern des Appells für freie Debattenräume.
Er lebt in Berlin und tritt dort regelmäßig mit seinen drei Kollegen von den Dienstagspropheten im Zebrano-Theater auf.
Seit dem Sommer 2022 hat Lassahn wöchentlich die knapp 1-stündige Interview-Sendung Unter Freunden im Kontrafunk.

## Schriften

### Für Erwachsene
- Du hast noch ein Jahr Garantie, Tübingen 1978
- In der Stadt soll es Mädchen geben, die nur Vornamen haben, Tübingen 1980
- Land mit lila Kühen, Zürich 1981
- Liebe in den großen Städten, Zürich 1983
- Ohnmacht und Größenwahn, Zürich 1983
- Ab in die Tropen, Zürich 1984
- Das europäische Gefühl, Siegen 1987
- Der Bonsai will das, Hamburg 1989
- Klassik für Einsteiger: Antonio Vivaldi, Frankfurt am Main 1993
- Klassik für Einsteiger: Frédéric Chopin, Frankfurt am Main 1993
- Klassik für Einsteiger: Johann Sebastian Bach, Frankfurt am Main 1993
- Klassik für Einsteiger: Ludwig van Beethoven, Frankfurt am Main 1993
- Klassik für Einsteiger: Peter Tschaikowsky, Frankfurt am Main 1993
- Klassik für Einsteiger: Wolfgang Amadeus Mozart, Frankfurt am Main 1993
- Zuckerhut und Flitzebogen, Bielefeld 1994
- Der Untergang der Kowalski, Bielefeld 1998
- Auf dem schwarzen Schiff, München 2000
- Die Schönheit der Frauen, München 2001
- Frau ohne Welt: Trilogie zur Rettung der Liebe. Teil 1: Der Krieg gegen den Mann, Waltrop 2013
- Frau ohne Welt: Trilogie zur Rettung der Liebe. Teil 2: Der Krieg gegen das Kind, Waltrop 2014
- Frau ohne Welt: Trilogie zur Rettung der Liebe. Teil 3: Der Krieg gegen die Welt, Waltrop 2020

### Für Kinder
- Das große Buch der kleinen Tiere, Zürich 1989
- Käpt’n Blaubärs Geschichtenbuch, Ravensburg 1991
- Lass das, Hein Blöd!, Ravensburg, 1992
- Prima! Prima!, Reinbek bei Hamburg 1992
- Käpt'n Blaubärs Ponguin, Ravensburg 1993
- Käpt'n Blaubärs Seebär-Geschichten, Ravensburg 1993
- Käpt'n Blaubärs Wüstenschiff, Ravensburg 1993
- Käpt'n Blaubärs Badetag, Ravensburg 1994
- Käpt'n Blaubärs Lügengeschichten, Ravensburg 1994
- Käpt'n Blaubärs Nervensäge, Ravensburg 1994
- Käpt'n Blaubärs Piratencreme, Ravensburg 1994
- Käpt'n Blaubärs Verkehrsbuch, Ravensburg 1994
- Kochen mit Käpt'n Blaubär, Ravensburg 1994
- Kokosnuss und seine faulen Tricks, Düsseldorf 1994
- Käpt'n Blaubärs Lieblingsgeschichten, Ravensburg 1995
- Der kleine Pirat Riesenbart und die Seeräuberparty, Ravensburg 1996
- Das will ich wissen: Piraten, Würzburg 1996
- Englisch lernen mit Käpt'n Blaubär, Ravensburg 1997
- Käpt'n Blaubärs Gutenachtgeschichten, Ravensburg 1997
- Applaus für Trödelchen und Blödelchen, München 1999 (zusammen mit Ute Krause)
- Gespensterspaß mit Extrabreit, München 1999 (zusammen mit Ute Krause)
- Leselöwen-Schülergeschichten, Bindlach 1999
- Luxi-Fuxi spielt Schule, München 1999 (zusammen mit Ute Krause)
- Der Schatz der Bananenbieger, Weinheim 1999
- Wer rettet die Kakao-Kuh?, München 1999 (zusammen mit Ute Krause)
- Die wilden Piraten, Würzburg 1999
- Alexander hat gar keine Angst, München 2000 (zusammen mit Ute Krause)
- Ein Fall für den Muskelkater, München 2000 (zusammen mit Ute Krause)
- Futschikato ist weg, München 2000 (zusammen mit Ute Krause)
- Der Nullbock hat Geburtstag, München 2000 (zusammen mit Ute Krause)
- Viel Glück mit dem Barschwein, München 2000
- Lurchi, 7 veröffentlichte Pixi-Bücher und 4 unveröffentlichte Pixi-Bücher mit Peter Mennigen, Kornwestheim 2000 – 2001.[10][11]
- Zwei Eulen machen Musik, München 2000 (zusammen mit Ute Krause)

### Als Herausgeber
- Dorn im Ohr, Zürich 1982
- Günther Anders: Das Günther-Anders-Lesebuch, Zürich 1984
- Man müsste noch mal 20 sein, oder doch lieber nicht? Ein Lesebuch, Reinbek bei Hamburg  1987 (zusammen mit Klaus Modick)

### Als Übersetzer
- Axel Scheffler und Julia Donaldson: Wo ist Mami?, Weinheim 2000

### Tonträger
- Diese mörderische Stille, 1983
- Vorsicht bei Musik, 1985 (zusammen mit Heiner Reiff)
- Lügen, bis sich die Bananen biegen, 2000 (zusammen mit Mathias Lück)
- Der letzte Schneeball trifft, 2001 (zusammen mit Rainer Gussek)

## Auszeichnungen und Ehrungen
- 1982 Kabarettpreis „Salzburger Stier“
- 1985 Literaturförderpreis der Stadt Hamburg
- 1990 Stadtschreiber von Otterndorf